# Maison du Rabbin (Scherwiller)
La maison du Rabbin est un monument historique situé à Scherwiller, dans le département français du Bas-Rhin.

## Localisation
Ce bâtiment est situé au 8, rue du Giessen à Scherwiller.

## Historique
L'édifice fait l'objet d'une inscription au titre des monuments historiques depuis 1985.